# Verdigris (rivière)
La rivière Verdigris (anglais : Verdigris river) est un cours d'eau qui coule aux États-Unis, dans le sud-est de l'État du Kansas et le nord-est de l'État de l'Oklahoma.

## Géographie
- Source
- Lac Toronto
- Confluence avec la Fall River
- Confluence avec l'Elk River
- Retenue du lac Oologah
- Confluence avec la Caney River
- Confluence avec l'Arkansas

Le cours de la rivière Verdigris a une longueur de 500 km.
La rivière Verdigris est un affluent de la rivière Arkansas. Elle contribue au bassin versant du fleuve Mississippi.
La rivière prend sa source dans le comté de Greenwood au Kansas avec la confluence de deux ruisseaux sources. La rivière s'écoule vers l'État de l'Oklahoma après avoir traversé la ville de Coffeyville. La rivière se jette dans la rivière Arkansas à la hauteur de la ville de Muskogee.

## Histoire
La rivière doit son nom (Vert-de-gris), d'origine française aux explorateurs français et coureurs des bois canadiens français qui arpentèrent cette région de la Louisiane française à l'époque de la Nouvelle-France et décrit la couleur de ce cours d'eau.
Cette rivière fut mentionnée par l'explorateur Zebulon Pike et le botaniste Thomas Nuttall.